# Ginástica nos Jogos Sul-Americanos de 2014
As competições de ginástica nos Jogos Sul-Americanos de 2014 em Santiago, Chile, foram realizadas de 8 a 18 de março.

## Resumo de medalhas

### Quadro de medalhas
*   país anfitrião (CHI Chile)
| Pos.               | País               | Ouro | Prata | Bronze | Total |
| ------------------ | ------------------ | ---- | ----- | ------ | ----- |
| 1                  | BRA Brasil         | 12   | 8     | 5      | 25    |
| 2                  | COL Colômbia       | 5    | 1     | 4      | 10    |
| 3                  | CHI Chile          | 3    | 5     | 5      | 13    |
| 4                  | ARG Argentina      | 1    | 3     | 5      | 9     |
| 5                  | PER Peru           | 0    | 1     | 0      | 1     |
| Total (5 entradas) | Total (5 entradas) | 21   | 18    | 19     | 58    |

### Medalhistas

#### Ginástica artística

##### Masculino
| Evento           | Ouro | Prata | Bronze |
| ---------------- | --- | --- | --- |
| Equipes          | Jossimar Calvo Carlos Calvo Jhonny Muñoz Jorge Hugo Giraldo López Javier Sandoval William Calle COL Colômbia | Arthur Mariano Francisco Barretto Júnior Sérgio Sasaki Arthur Zanetti Lucas Bitencourt Péricles Silva BRA Brasil | Federico Molinari Osvaldo Martinez Andres Arean Sebastian Melchiori Mauro Martinez Nicolas Cordoba ARG Argentina |
| Individual geral | Jossimar Calvo COL Colômbia                                                                                  | Sérgio Sasaki BRA Brasil                                                                                         | Carlos Calvo COL Colômbia                                                                                        |
| Solo             | Tomás González CHI Chile                                                                                     | Juan Pablo González CHI Chile                                                                                    | Jossimar Calvo COL Colômbia                                                                                      |
| Cavalo com alças | Jhonny Muñoz COL Colômbia                                                                                    | Péricles Silva BRA Brasil                                                                                        | Francisco Barreto Júnior BRA Brasil                                                                              |
| Argolas          | Arthur Zanetti BRA Brasil                                                                                    | Federico Molinari ARG Argentina                                                                                  | Juan Raffo CHI Chile                                                                                             |
| Salto            | Tomás González CHI ChileSérgio Sasaki BRA Brasil                                                             | Nenhum premiado                                                                                                  | Juan Pablo González · Chile                                                                                      |
| Barras paralelas | Jorge Hugo Giraldo López COL Colômbia                                                                        | Jossimar Calvo COL Colômbia                                                                                      | Péricles Silva BRA Brasil                                                                                        |
| Barra fixa       | Sérgio Sasaki BRA Brasil                                                                                     | Nicolas Cordoba ARG Argentina                                                                                    | Osvaldo Martinez ARG Argentina                                                                                   |

##### Feminino
| Evento              | Ouro | Prata                                                                                                 | Bronze                                                                                |
| ------------------- | --- | --- | ------------------------------------------------------------------------------------- |
| Equipes             | Daniele Hypólito Isabelle Cruz Jade Barbosa Juliana Santos Julie Kim Sinmon Lorrane Oliveira BRA Brasil | Makarena Pinto Melany Cabrera Martina Castro Barbara Achondo Simona Castro Franchesca Santi CHI Chile | Bibiana Velez Ginna Escobar Lizeth Ruiz Yurany Avendaño Marcela Sandoval COL Colômbia |
| Individual geral    | Jade Barbosa BRA Brasil                                                                                 | Simona Castro CHI Chile                                                                               | Julie Kim Sinmon BRA BrasilMakarena Pinto CHI Chile                                   |
| Salto               | Jade Barbosa BRA Brasil                                                                                 | Isabelle Cruz BRA Brasil                                                                              | Makarena Pinto CHI Chile                                                              |
| Barras assimétricas | Bibiana Velez COL Colômbia                                                                              | Jade Barbosa BRA Brasil                                                                               | Yurany Avendaño COL Colômbia                                                          |
| Trave               | Simona Castro CHI Chile                                                                                 | Mariana Chiarella PER Peru                                                                            | Melany Cabrera CHI Chile                                                              |
| Solo                | Daniele Hypólito BRA Brasil                                                                             | Barbara Achondo CHI ChileMakarena Pinto CHI Chile                                                     | Nenhuma premiada                                                                      |

#### Ginástica rítmica
| Evento           | Ouro                                                              | Prata                                    | Bronze                                   |
| ---------------- | ----------------------------------------------------------------- | ---------------------------------------- | ---------------------------------------- |
| Individual geral | Angélica Kvieczynski BRA Brasil                                   | Natália Gaudio BRA Brasil                | Ana Milagros Carrasco Pini ARG Argentina |
| Arco             | Angélica Kvieczynski BRA Brasil                                   | Ana Milagros Carrasco Pini ARG Argentina | Natália Gaudio BRA Brasil                |
| Bola             | Natália Gaudio BRA Brasil                                         | Angélica Kvieczynski BRA Brasil          | Camila Giorgio ARG Argentina             |
| Maças            | Ana Milagros Carrasco Pini ARG ArgentinaNatália Gaudio BRA Brasil | Nenhuma premiada                         | Andressa Jardim BRA Brasil               |
| Fita             | Angélica Kvieczynski BRA Brasil                                   | Natália Gaudio BRA Brasil                | Ana Milagros Carrasco Pini ARG Argentina |